# Jennifer Oeser
Jennifer Oeser (ur. 29 listopada 1983 w Brunsbüttel) – niemiecka lekkoatletka specjalizująca się w wielobojach.
W związku z wykryciem niedozwolonych substancji u Tatjany Czernowej, Jennifer Oeser przyznano w 2017 roku srebrny medal mistrzostw świata z Daegu.

## Osiągnięcia
- złoty medal młodzieżowych mistrzostwach Europy (Bydgoszcz 2003)
- 4. lokata na mistrzostwach Europy (Göteborg 2006)
- 7. miejsce podczas mistrzostw świata (Osaka 2007)
- 11. miejsce podczas igrzysk olimpijskich (Pekin 2008)
- srebrny medal Mistrzostw Świata (Berlin 2009)
- brązowy medal Mistrzostw Europy (Barcelona 2010)
- srebrny medal Mistrzostw Świata (Daegu 2011)
- 28. miejsce podczas igrzysk olimpijskich (Londyn 2012)
- 10. miejsce podczas Mistrzostw Świata (Pekin 2015)
- 9. miejsce podczas igrzysk olimpijskich (Rio de Janeiro 2016)

## Rekordy życiowe
- siedmiobój – 6683 pkt. (2010)
- pięciobój (hala) – 4423 pkt. (2009)